# Евангелическо-лютеранская церковь Мекленбурга
Евангелическо-лютеранская церковь Мекленбурга (ЕЛЦМ) - общественная корпорация немецкой земли Мекленбург-Передняя Померания, является одной из 22 церквей-участниц Евангелической церкви Германии (ЕЦГ). Органы управления расположены в городе Шверин. Церковь насчитывает 208.532 прихожан (по состоянию на декабрь 2006 года), которые посещают 302 церковные общины.
Евангелическо-лютеранская церковь Мекленбурга является одной из лютеранских церквей внутри Евангелической церкви Германии. ЕЛЦМ является также участницей Объединённой Евангелическо-лютеранской церкви Германии, Общества Евангелических церквей Европы, Всемирного лютеранского Союза. С 1990 г. ЕЛЦМ сотрудничает с Евангелическо-лютеранской церковью Румынии. Епархиальным храмом ЕЛЦМ является собор города Шверина.
Евангелическо-лютеранская церковь Мекленбурга, совместно с Евангелической церковью Померании, имеет Евангелическую Академию в городе Ростоке.
Каноническая территория Евангелическо-лютеранской церкви Мекленбурга охватывает территорию бывшей земли Мекленбург, которая после произошедшего объединения двух свободных государств — Mекленбург-Шверин и Мекленбург-Штрелиц, — а также западной части бывшей прусской провинции Померания (Передняя Померания), образует Федеральную землю Мекленбург-Передняя Померания.

## Церковные округа ипробства
Церковными округами руководят земельные суперинтенденты, которые имеют свои штаб-квартиры в городах Росток, Висмар, Гюстров, Пархим и Нойштрелиц (церковный округ Штаргард).
Администрации церковных округов Евангелическо-лютеранской церкви Мекленбурга находятся в городах Росток, Висмар, Гюстров и Варен (Мюриц) (церковный округ Гюстров), Пархим и в Нойбранденбурге (церковный округ Штаргард).
- Церковный округ Росток: Пробство Бад-Доберан, Пробство Росток-Северный, Пробство Росток-Восточный, Пробство Росток-Южный, Пробство Засниц, Пробство Рибниц.
- Церковный округ Висмар: Пробство Буков, Пробство Кривиц, Пробство Гадебуш, Пробство Гревесмюлен, Пробство Шверин-Земля, Пробство Шверин-Город, Пробство Штернберг, Пробство Висмар.